# Prozessagent
Prozessagent war im deutschen Recht bis zum 30. Juni 2008 die Bezeichnung für einen qualifizierten Rechtsbeistand, der neben der Erlaubnis zur außergerichtlichen Rechtsbesorgung auch die Erlaubnis zur mündlichen Verhandlung vor Gericht erhalten hatte.

## Allgemeines
Prozessagenten waren Personen, denen gemäß § 157 Abs. 3 ZPO in der bis zum 30. Juni 2008 gültigen Fassung das geschäftsmäßige mündliche Verhandeln vor Gericht gestattet war. Diese Vorschrift bildete eine Ausnahme zu § 157 Abs. 1  a. F. ZPO, nach dem alle Personen, welchen nicht von Gesetzes wegen die geschäftsmäßige Besorgung von Rechtsangelegenheiten erlaubt ist (z. B. Rechtsanwälten, in die Rechtsanwaltskammer aufgenommene Rechtsbeistände (sog. Kammerrechtsbeistände), Patentanwälten in Patentsachen, Vertreter von Gewerkschaften und Arbeitgeberverbänden), von der Vertretung vor Gericht ausgeschlossen waren.
Voraussetzung für eine Zulassung als Prozessagent war neben der Erlaubnis nach dem Rechtsberatungsgesetz gemäß § 157 Abs. 3 Satz 2 a. F. ZPO zum einen die Eignung der Person als Prozessvertreter und zum anderen, dass im Hinblick auf die Zahl der bei dem Gericht zugelassenen Rechtsanwälte ein Bedürfnis zur Zulassung besteht. Das Bundesverfassungsgericht hat die Regelung, dass im Hinblick auf die Zahl der bei dem Gericht zugelassenen Rechtsanwälte ein Bedürfnis zur Zulassung bestehen muss, als verfassungsgemäß angesehen.

## Geschichte
Mit der Schließung des Berufs des Rechtsbeistandes sowohl der Vollerlaubnisinhaber als auch der Spezialerlaubnisinhaber durch Gesetz vom 18. August 1980 (BGBl I S. 1503) hatte § 157 Abs. 3 ZPO seine Bedeutung bereits weitgehend verloren. Seither war eine Erlaubniserteilung nach dem Rechtsberatungsgesetz nur noch für Renten- und Versicherungsberater, Frachtprüfer, vereidigte Versteigerer, Inkassounternehmer und Rechtskundige in einem ausländischen Recht möglich. Eine weitere Ausnahme bestand für die nach Landesrecht unterschiedlich geregelte Zulassung von sogenannten Sozialprozessagenten.  Eine über diese Fallgruppen hinausgehende Zulassung schied damit praktisch aus.

## Neuregelung
Mit Inkrafttreten des neuen Rechtsdienstleistungsgesetzes zum 1. Juli 2008 wurde der bisherige § 157 ZPO gestrichen. Der neue § 157 ZPO regelt eine völlig andere Materie. An Stelle des alten § 157 ZPO tritt die Neuregelung des Beistandes in § 90 ZPO.
Für Personen, die bereits über eine Erlaubnis gemäß § 157 Abs. 3 ZPO in der bis zum 30. Juni 2008 geltenden Fassung verfügen, gilt jedoch eine Besitzstandsgarantie: Die vor dem 1. Juli 2008 zugelassene Prozessagenten können gemäß § 3 Abs. 2 Nr. 2 RDGEG auch weiterhin als Prozessbevollmächtigte auftreten. Gleiches gilt im Bereich des Steuerberatungsrechts. Hier sind die nach altem Recht (vor dem 29. Juni 1975) zugelassenen Prozessagenten in Fortsetzung des § 11 StBerG a.F. weiterhin zur geschäftsmäßigen Hilfeleistung in Steuersachen gemäß § 157 Abs. 1 StBerG n.F. befugt. Das gilt auch für Kammerrechtsbeistände, die die Zulassung als  Prozessagenten erhalten haben.